# Marginara
Marginara es un género de foraminífero bentónico de la familia Marginaridae, de la superfamilia Parathuramminoidea, del suborden Fusulinina y del orden Fusulinida. Su especie tipo es Parathurammina tamarae. Su rango cronoestratigráfico abarca el Givetiense inferior (Devónico medio).

## Discusión
Clasificaciones más recientes incluirían Marginara en el suborden Parathuramminina, del orden Parathuramminida, de la subclase Afusulinina y de la clase Fusulinata.

## Clasificación
Marginara incluye a las siguientes especies:
- Marginara marginarae †
- Marginara tamarae †